# Hanna, Alberta
Hanna är en stad i Alberta i Kanada. Invånarna uppgick 2011 till 2 673 i antalet.

### Fotnoter
1. ↑  ”Census Profile” (på engelska). Statistics Canada. 21 mars 2011. http://www12.statcan.gc.ca/census-recensement/2011/dp-pd/prof/details/page.cfm?Lang=E&Geo1=POPC&Code1=0351&Geo2=PR&Code2=48&Data=Count&SearchText=Hanna&SearchType=Begins&SearchPR=01&B1=All&Custom=&TABID=1. Läst 1 februari 2014.